# 库尔德斯坦民主方案党
库尔德斯坦民主方案党（：‎，缩写为PÇDK；阿拉伯语：‎）是伊拉克库尔德斯坦的一个左翼政党。该党成立于2002年。该党的意识形态是民主社会主义、自由意志社会主义、库尔德民族主义、女权主义、生态社会主义、社会生态学、民主邦联主义、地方自治主义。该党的领袖是Diyar Garip和Necibe Ömer。该党是库尔德斯坦社群联盟的成员。该党被认为是库尔德斯坦工人党在伊拉克库尔德斯坦的分支。